# Hammondove orgulje
Hammondove orgulje su elektromehanički glazbeni instrument, izum američkog inženjera i izumitelja Laurensa Hammonda iz 1934. godine, koji je proizvodila Hammond Organ Company.
Ispočetka su Hammondove orgulje prodavane crkvama kao jeftina zamjena za mehaničke orgulje koje su proizvodile zvuk tjerajući zrak iz mijeha u svirale. Hammondove orgulje postale su osobito popularan instrument 1960-ih i 1970-ih, kad su postale gotovo standardno glazbalo tadašnjih brojnih jazz, blues, Rock and roll i gospel sastava.
Izvorne hammondove orgulje koristile su zračne valove proizvedene mehaničkom izmjenom svirala (pisaka) koje su se kružno vrtila iznad elektromagnetskih pojačivača (pickupa). Svirale su se izmjenjivale pritiskom na dirke dviju klavijatura. Bilo je puno modela Hammondovih orgulja, najpopularniji i najpoznatiji je pak bio Hammond B-3 (u Europi C-3), kojeg su 1960-ih i 1970-ih koristili brojni progresivni rock i blues sastavi.
Ovaj tip elektromehaničkih orgulja prestao se proizvoditi sredinom 1970-ih, ali i danas ih ima na tisuće u upotrebi.
Od 1980-ih i 1990-ih, glazbenici su stali upotrebljavati elektroničke, pa potom digitalne uređaje koji su vješto oponašali zvuk Hammondovih orgulja, kako su usput nove orgulje bile kudikamo lakše za prijevoz tako su stare mehaničke otpadale s pozornica. 2000-ih su nove digitalne tehnologije dovele do toga da takav tip elektronskih digitalnih orgulja s velikom bazom pohranjenih zvukova (sampling) ima daleko bolji zvuk (i veći raspon) od originalnih instrumenata.

## Povijest tvrtke
Američki inženjer i izumitelj Laurens Hammond prijavio je svoj izum – Hammondove orgulje – američkom patentnom zavodu pod brojem U.S. Patent 1,956,350 kao novi tip električnog glazbala koji može u potpunosti zamijeniti velike mehaničke orgulje na mijehove pružajući vrlo sličan tip zvuka. Laurens je na ideju došao gledajući razvoj električnih satova, i zvukova koji su se počeli upotrebljavati da se dobije dojam mehaničkog sata.
Izum je bio predstavljen javnosti u travnju 1935. godine,  a prvi primjer glazbala  Model A, bio je na raspolaganju u lipnju te iste godine. Na Hammondovim orguljama prvi je zasvirao popularne melodije Milt Herth,  ubrzo nakon promocije ovog novog instrumenta.
1930-ih i 1940-ih Hammondove orgulje su se osobito upotrebljavale u kojekakvim radijskim emisijama, za dobivanje raznih zvučnih efekata.
Hammondove orgulje, ubrzo su postale omiljeno glazbalo vojnih kapela Američke vojske, osobito za i nakon drugog svjetskog rata.
Početna namjera tvrtke Hammond bila je da njihovo glazbalo postane prihvatljiva zamjena za klasične orgulje na mjehove, potom zamjena za glasovire i pianine u malograđanskim domovima, kao i glazbalo za produkciju radio glazbe.Od 1950-ih neki jazz glazbenici poput Jimmy Smith počeli su koristiti potpuno nove i neobične zvukovne mogućnosti Hammondovih orgulja. 1960-ih su Hammondove orgulje postale vrlo popularne među britanskim pop sastavima, osobito nakon pojave piratske radiostanice Radio 390, koja je obožavala zvuk Hammondovih orgulja. Popularizaciji Hammondovih orgulja osobito su doprinijeli rock glazbenici iz 1960-ih i 1970-ih poput;  Gregg Allmana, Steve Winwooda, Keith Emersona, Jon Lorda i Rick Wakemana.
Danas je tvrtka Hammond postala je vlasništvo japanske Suzuki Company. Hammond-Suzuki proizvodi digitalne orgulje koje zvuče poput onih na zračne mijehove.

### Zvučnici
Iako je Hammond projektirao vlastiti sustav zvučničkih kutija za svoje orgulje, mnogi glazbenici koristili su Hammondove orgulje preko kružnog zvučničkog sustava koji je kasnije postao poznat kao Zvučnici Leslie, po svom izumitelju Donaldu J. Leslieu (1913. – 2004.).

## Poznati korisnici Hammondovih orgulja
Poznati zvuk Hammondovih orgulja čuo se u rhythm and blues skladbi poput Hello Stranger (iz ožujka 1963.). Hammond B-3 orgulje čule su se 1960-ih u kalifornijskim surf pjesmama, uz upotrebu Leslie zvučnika.
Zvuk Hammondovih orgulja definitivmo je osvojio pop glazbu nakon briljatne upotrebe u hit pjesmi iz 1967. A Whiter Shade of Pale  britanskog sastava Procol Harum, to je bio zvuk koji je podsjećao na Bacha u izvedbi njihovog orguljaša Matthew Fishera, on je to odsvirano na nodelu M-102.).
Popularnosti Hammondovih orgulja doprinio je i Steve Winwood odlično ih upotrijebivši u svom hitu Gimme Some Lovin izvedenom sa sastavom The Spencer Davis Group. Zvuk Hammondovih orgulja čuje se i u hitovima sastava The Small Faces: All or Nothing i Itchycoo Park skladbama njihova člana Iana McLagana.
Hammond zvuk jako se dobro raspoznaje i u instrumentalu Green Onions kojeg je odsvirao Booker T. Jones sa svojim pratećim sastavom Booker T. and the MGs. Billy Preston je također doprinio divinizaciji Hammondovih orgulja, njegov prvi hit  Outa-Space bio je odlična primjena novog glazbala.
Hammondove orgulje upotrebljavali su rado i progresivni rock sastavi iz 1970-ih poput; Pink Floyda ( orguljaš Rick Wright na modelu L-101, te kasnije B-3),  Emerson, Lake & Palmer (orguljaš Keith Emerson na modelima L-100 i C-3); Genesis ( orguljaš Tony Banks na modelu L-122 i kasnije T-102), i Yes ( orguljaš Rick Wakeman na modelu C-3).
Zvuk Hammondovih orgulja voljeli su i heavy metal sastavi poput Deep Purple ( orguljaš Jon Lord na modelu C-3), Uriah Heep (orguljaš Ken Hensley), i Led Zeppelin (orguljaš John Paul Jones).

## Vanjske poveznice
- Hammond Suzuki Europa
- Hammond Suzuki USA